# Hohenruppersdorf
Hohenruppersdorf osztrák mezőváros Alsó-Ausztria Gänserndorfi járásában. 2020 januárjában 936 lakosa volt. 

## Elhelyezkedése

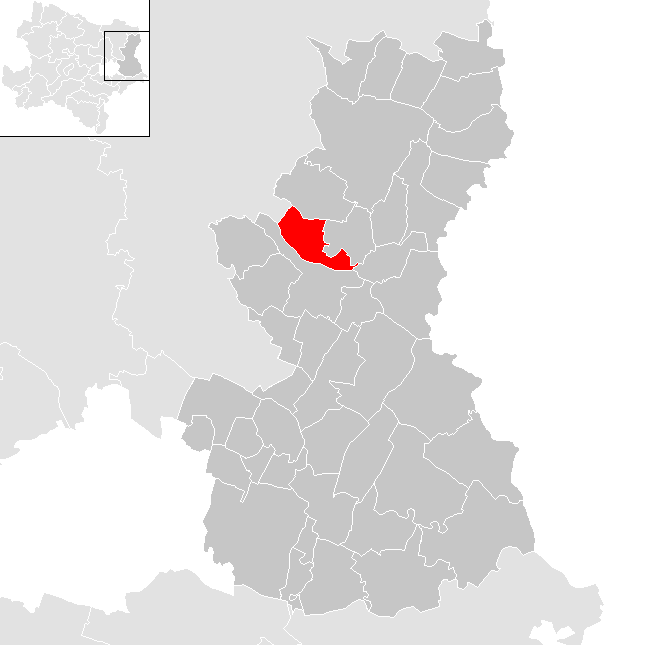
Hohenruppersdorf a Gänserndorfi járásban

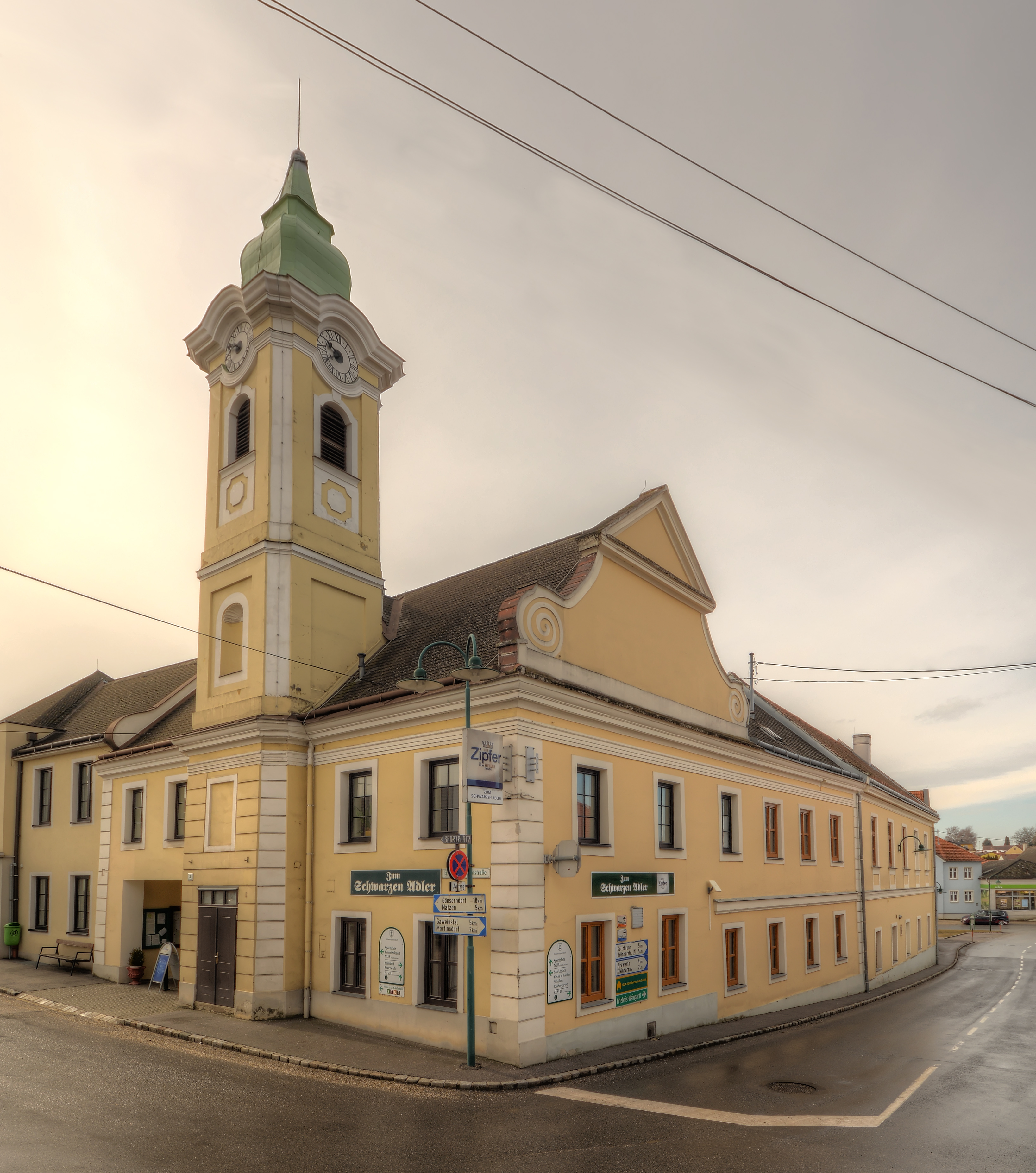
A városháza és a Fekete Sas-fogadó

Hohenruppersdorf a tartomány Weinviertel régiójában fekszik a Weinvierteli-dombságon. legfontosabb folyóvize a Klein-Harras-Bach. Területének 29,6%-a erdő, 51,6% áll mezőgazdasági művelés alatt. Az önkormányzathoz egyetlen település és katasztrális község tartozik.  
A környező önkormányzatok: északra Sulz im Weinviertel, keletre Spannberg, délkeletre Ebenthal, délre Matzen-Raggendorf, nyugatra Gaweinstal.  

## Története
Hohenruppersdorf első említése 1170-ből származik. Ekkor a Kuenring nemzetségé volt, de később az osztrák hercegek birtokává vált. 1324-ben mezővárosi jogokat és bizonyos privilégiumokat kapott: nemeseknek tilos volt megtelepedniük és a polgárok maguk választhatták a bírójukat. 1383-ban IV. Albert herceg egy erdőt adományozott a mezővárosnak, amelynek fájával egy téglaégető kemencét működtettek.
Háborús időkben a lakosok az erődített templomban kerestek menedéket. 1460 Gamarett Fronauer rablólovag a templomot is elfoglalta, 1463-ban Heinrich von Liechtenstein fosztotta ki a települést. Hogy a mezőváros gazdasága magához térhessen, I. Miksa császár 1494-ben két vásár megtartását engedélyezte évente. 1663-ban egy török betörés idején Hohenruppesdorfot jelölték ki menedékhelyül. 1705-ben Rákóczi kurucai négy polgárt megöltek és elhajtották a lakosok jószágait. A 17. században több alkalommal pestis pusztított a településen, az 1679/80-as járványban 68-an haltak meg.
1755-ben a hohenruppersdorfi polgárok hat éves gyűjtés eredményeképpen 48 ezer guldenért mentességet vásároltak maguknak a hadiadók alól. 1805-ben és 1809-ben francia, 1866-ban porosz katonák szállták meg a mezővárost. 
1819-ben két további éves vásár megtartását engedélyezték a hatóságok. Az 1830-as években 300 család (1489 fő), valamint 50 ló, 320 tehén, 300 birka, 300 disznó és 40 kecske lakott a településen. A polgárok főleg mezőgazdaságból és bortermelésből éltek. 
A második világháború végén Hohenruppersdorf több napra a frontvonalba került és többször gazdát cserélt. A harcokban 31 civil vesztette életét és 120 ház súlyosan megrongálódott. 

## Lakosság
A hohenruppersdorfi önkormányzat területén 2020 januárjában 936 fő élt. A lakosságszám 1900 óta alapvetően csökkenő tendenciát mutat. 2018-ban az ittlakók 95,9%-a volt osztrák állampolgár; a külföldiek közül 0,5% a régi (2004 előtti), 1,4% az új EU-tagállamokból érkezett. 1,8% a volt Jugoszlávia (Szlovénia és Horvátország nélkül) vagy Törökország, 0,3% egyéb országok polgára volt. 2001-ben a lakosok 91,5%-a római katolikusnak, 2,7% mohamedánnak, 4,6% pedig felekezeten kívülinek vallotta magát. Ugyanekkor egy magyar élt a mezővárosban; a legnagyobb nemzetiségi csoportokat a német (96,3%) mellett a törökök (1,7%) és a horvátok (1%)  alkották. 
A népesség változása:

| 2016 | 903 |
| 2018 | 910 |

## Látnivalók
- a Szent kereszt-plébániatemplom

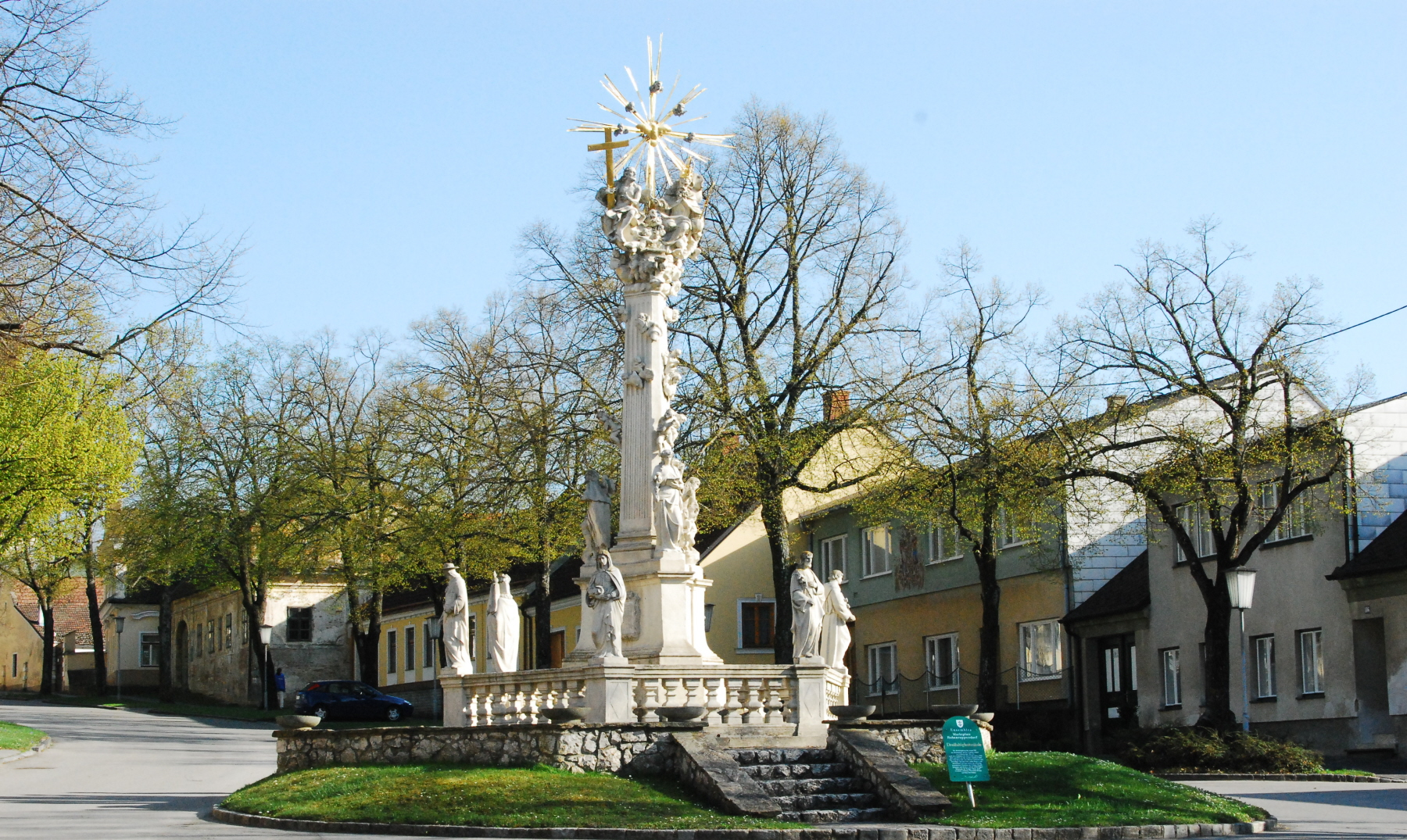
A Szentháromság-oszlop

- az egybeépült városháza/Fekete Sas-fogadó
- az 1713-ban emelt Szentháromság-oszlop
- 17-19. századi polgárházak

## Fordítás
- Ez a szócikk részben vagy egészben  a   Hohenruppersdorf című német Wikipédia-szócikk ezen változatának fordításán alapul.  Az eredeti cikk szerkesztőit annak laptörténete sorolja fel. Ez a jelzés csupán a megfogalmazás eredetét és a szerzői jogokat jelzi, nem szolgál a cikkben szereplő információk forrásmegjelöléseként.